# Beast You!
Beast You! (Originaltitel Sorority Babes in the Slimeball Bowl-O-Rama) ist eine US-amerikanische Horrorkomödie aus dem Jahr 1988 von David DeCoteau, der auch als Produzent fungierte.

## Handlung
Die Studenten Calvin, Jimmie und Keith spionieren die Sorority (dt. Studentinnenverbindung) Tri-Delta aus, die gerade eine Initiationszeremonie abhält. Die Mitglieder Babs, Rhonda und Frankie bereiten sich auf das Ritual vor, während die Neuankömmlinge Taffy und Lisa warten. Diesen Moment nutzen die jungen Männer aus, um das Verbindungshaus zu betreten. Als erste Aufgabe müssen sie es aushalten, mit einem Paddel versohlt zu werden. Die zweite Aufgabe besteht darin, dass beide Frauen mit Sahne besprüht werden. Vor der dritten Aufgabe gehen beide Frauen daher duschen, werden aber dabei von Calvin, Jimmie und Keith beobachtet, die wiederum ertappt werden. Sie werden von den Mädchen gefangen. Unter der Bedingung, eine Trophäe aus einer örtlichen Bowlingbahn, die sich in einem Einkaufszentrum befindet, zu stehlen, werden sie wieder freigelassen. Taffy und Lisa begleiten sie, was die finale Aufgabe wäre. Sie wissen allerdings nicht, dass Babs Vater das Einkaufszentrum leitet. Daher wird man rasch auf die Jungs aufmerksam.
Als die Gruppe an der Bowlingbahn ankommt, trifft sie auf Spider, die gerade mit einer Brechstange versucht, ebenfalls dort einzubrechen. Im Trophäenraum machen sie die gesuchte Trophäe schnell ausfindig, allerdings geht diese im weiteren Verlauf des Einbruchs kaputt. Aus der Trophäe befreit sich ein Kobold namens Onkel Impie, der allen aus Dankbarkeit einen Wunsch erfüllen möchte. Jimmie erhält Gold, Taffy wird Abschlussballkönigin und Keith schläft mit seiner großen Liebe Lisa, die wiederum sexbesessen wird. Spider und Calvin sind dem Kobold misstrauisch gegenüber und verzichten auf einen Wunsch.
Onkel Impie genießt seine Freiheit und attackiert die Schwesternschaft, die durch die Kamera im Kontrollraum zugeguckt hat. Frankie und Rhonda werden in Monster verwandelt, Babs gelingt die Flucht. Onkel Impie setzt das Einkaufszentrum unter Hochspannung, sodass Babs in Ohnmacht fällt, als sie den Ausgang berührt. Nun offenbart sich auch, dass es sich bei den erfüllten Wünschen um eine Illusion handelt. Jimmies Gold ist aus Holz und verschwindet kurzerhand genauso wie Taffys Kleid.
Es erscheinen weitere böse Wesen, sogenannte Schergen, die Jimmie töten und seine Leiche schänden. Lisa verfolgt weiterhin Keith, um erneut mit ihm zu schlafen. Die verwandelte Rhonda verfolgt Spider und Calvin, die sich vor ihr in einem Schrank verstecken können. Dort finden sie eine Pistole, mit der sie auf Rhonda schießen und flüchten. In der Folge kommen erst Keith und dann Taffy wegen Rhonda und den Schergen ums Leben. Nachdem Rhonda mit einer Bowlingkugel erschlagen wurde, wird Babs besessen.
Spider und Calvin treffen im Gebäude auf den Hausmeister, der verrät, dass der Kobold einst gerufen wurde, um einem miesen Bowler zu helfen, die Meisterschaft zu gewinnen. Anschließend war der Kobold 30 Jahre lang gefangen, da er sich als Menschenkiller offenbarte. Für die Morde wurde der damalige Bowler hingerichtet. Lisa erwacht nun aus der Trance, wird aber von Babs mit einem Paddel erschlagen. Calvin wirft daraufhin einen Molotowcocktail auf sie, wodurch sie verbrennt. Später stoßen Calvin und Spider auf den leblosen Körper des Hausmeisters. Frankie attackiert die beiden mit einer Axt, doch Spider kann die Waffe gegen Frankie ausspielen und sie enthaupten. Dabei wird die Eingangstür geöffnet. Während Spider den Kobold einfangen will, plant Calvin die Flucht im Auto. In diesem sitzt allerdings Rhonda auf einem der Rücksitze und greift Calvin während der Fahrt an. Dieser verliert die Kontrolle über das Auto. Währenddessen schafft es Spider, den Kobold einzufangen.
Im Gegensatz zu Rhonda überlebt Calvin den Unfall und Spider sammelt ihn auf ihrem Motorrad ein. Beide fahren zu ihrem Haus. Später wird eine Kiste am Straßenrand eingeblendet, in der der Kobold gefangen ist.

## Hintergrund

### Produktion
Die Produktion des Films fand innerhalb von 12 Tagen im September 1987 im Bundesstaat Kalifornien statt. Zu den Drehorten gehörten die Plaza Camino Real und der Eagle One Bowl. Aufgrund des geringen Budgets musste der Film nachts, wenn die Kegelbahn geschlossen war, bis zur Eröffnung um 9 Uhr morgens gedreht werden. In der Frühphase des Films hat der Kobold eine wesentlich höhere Stimme, die in ersten Trailern noch zu hören ist. Erst in der finalen Version des Films wurde die Stimme abgeändert. Die Bowling-Trophäe, in denen der Kobold gefangen ist, wurde aus Balsaholz gefertigt. Nach Abschluss der Dreharbeiten entschied DeCoteau, mit fast der identischen Besetzung und Crew den Film Nightmare Sisters zu verwirklichen.
Regisseur David DeCoteau erhielt im Film unter dem Namen David McCabe einen Cameoauftritt, als er zu Beginn des Films auf Calvins Fernseher im Film Creepozoids zu sehen ist.
2022 erschien die Fortsetzung Sorority Babes in the Slimeball Bowl-O-Rama 2.

### Veröffentlichung
Der Film erschien im Januar 1988 in ausgewählten Kinos in den USA. Vertrieben wurde er von der von Charles Band finanzierten Urban Classics.
Im Vereinigten Königreich erschien der Film unter dem Titel The Imp. Anfang der 1990er Jahre wurde er erneut unter dem Titel The Imp auf USA Up All Night ausgestrahlt. 1999 erschien der Film als DVD in den USA. Vertrieben wurde die DVD von Cult Video, eine Tochtergesellschaft von Full Moon Entertainment.
In Deutschland erschien der Film am 25. April 2014 auf DVD.

## Rezeption
„Slapstickhafte Komik und sanfter Schrecken vereinen sich zu einer unausgereiften Mischung, die durch Studentenulk und Sexeinlagen belebt wird. Ob die Parodie eines Genres versucht wurde oder dieser Eindruck durch formale Schwächen entsteht, ist kaum zu beurteilen.“

Variety urteilt in der Ausgabe vom 30. Januar 1988, dass der Film beginne wie ein abgedroschenes Genre von Nerds/Spannern, die sich über attraktive junge Frauen drängen, aber dass die „Geschichte mit der Beteiligung des Kobolds eine interessantere Wendung nimmt“. Die Darstellung der Kreatur wird mit einem „Okay“ bewertet, die schauspielerische Leistungen von Michelle Bauer und Linnea Quigley in ihren jeweiligen Rollen wurden gelobt.
Auf Rotten Tomatoes hat der Film einen Anteil positiver Zuschauerwertungen von 37 % bei über 1.000 Bewertungen. In der Internet Movie Database hat der Film bei rund 4.500 Stimmenabgaben eine Wertung von 4,9 von 10,0 möglichen Sternen (Stand: 8. August 2023).
Der Film wurde am 20. Oktober 2023 im Rahmen der Sendung Die schlechtesten Filme aller Zeiten gezeigt.